# Драголюб Ставрев
Драголюб Ставрев (на македонска литературна норма: Драгољуб Ставрев) е политик от Социалистическа република Македония.

## Биография
Роден е в Скопие, Югославия, в 1932 година. Завършва Юридическия факултет на Скопския университет през 1957 година. Работи като редактор на вестник „Студентски збор“, председател на Съюза на младежите на Македония, заместник-председател на градското събрание на Скопие по време на възстановяването на града от катастрофалното земетресение през 1963 година, председател на градския комитет на КПМ в Скопие, член на ЦК на ЮКП, член и изпълнителен секретар на Президиума на ЦК на ЮКП, член на изпълнителния съвет на СФРЮ.
Между 1982 и 1986 година заема поста председател на Изпълнителния съвет на СРМ. След това между 1986 и 1988 година е председател на Президиума на републиката.